# Protankyra kagoshimensis
Protankyra kagoshimensis is een zeekomkommer uit de familie Synaptidae.
De wetenschappelijke naam van de soort werd in 1915 gepubliceerd door Ohshima.